# Subulispora malaysiana
Subulispora malaysiana är en svampart som beskrevs av Nawawi & Kuthub. 1990. Subulispora malaysiana ingår i släktet Subulispora, divisionen sporsäcksvampar och riket svampar.   Inga underarter finns listade i Catalogue of Life.